# Velvendós
Velvendós, en grec moderne : Βελβεντός, est un village et un dème du district régional de Kozáni, en Macédoine-Occidentale, Grèce. 
Selon le recensement de 2011, la population du dème compte 3 488 habitants, tandis que celle du village s'élève à 3 360 habitants.